# Кинижи, Павел
Павел (Пал) Кинижи (венг. Kinizsi Pál, 1446 — 1494) — прославленный венгерский полководец XV века, командующий Чёрной Армией короля Матьяша, граф Темешский и генерал-капитан Нижней Венгрии, победитель турок при Кеньермезё (венг. Kenyérmező) в 1479 году, когда из 22 тысяч турок и румын полегло 16 тысяч (при собственных потерях в 3 тысячи человек). «Победитель турок» Кинижи, согласно легенде, работал мельником на важоньской водяной мельнице. Однажды здесь охотился король Матьяш. Он попросил воды на мельнице, и Кинижи, который славился своей необыкновенной силой, вынес ему кубок с водой на мельничном жернове. Король сразу зачислил парня в свой знаменитый «чёрный» отряд. Вскоре Кинижи, благодаря своему таланту, стал легендарным полководцем. Он умер так, как мечтает любой воин — в бою, при штурме крепости Смедерево (венг. Szendrő) в Сербии. Покоится в резном саркофаге замковой часовни села Надьважонь (венг. Nagyvázsony). Замок, как одна из самых мощных крепостей региона Баконьских гор в первой половине XV века, построен семьей Вежени. После смерти последнего из рода Вежени, в 1472 году крепость перешла во владение военачальника Павла Кинижи, как подарок от короля. Полководец значительно расширил её.
Палу Кинижи посвящена книга Шандора Татаи «Витязь с двумя мечами».